# Steppin' Out Of Line
Steppin' Out Of Line (Lit. "Pisando fuera de linea" o "Pasándote de la raya") es una canción interpretada por Elvis Presley que surgió de las sesiones de grabación del álbum Blue Hawaii pero que finalmente no se incluyó en el mismo y pasó a editarse posteriormente en Pot Luck. La composición estuvo a cargo de Fred Wise, Ben Weisman  y Dolores Fuller   La canción es una combinación de rock and roll con el estilo a go -gó. Aunque Steppin' Out Of Line no se editó como sencillo en su momento, posteriormente en 2015 la compañía RCA Sony BMG sacó a la venta un álbum doble con la totalidad de las tomas del álbum Pot Luck titulado Steppin' Out Of Line With Elvis: The Pot Luck Recording Sessions. 

## Grabación
Elvis registró el tema durante las sesiones del 22 de marzo de 1961 en el estudio Radio Recorders de Hollywood, California  La canción está dividida por un solo de saxo de Boots Randolph y al igual que  Rock A Hula, Baby otra de las melodías del álbum Blue Hawaii, esta termina en ritmo de blues. Presley realizó unas 19 tomas de la canción escogiéndose una de las últimas, precisamente la # 17 para la confección del máster. Una de las ediciones iba a usarse para musicalizar la película Blue Hawaii pero finalmente no se la incluyó, mientras que otra de las escogidas quedó sin editar. 

## Letra
La canción gira en torno a los reproches y críticas en base a metáforas, que le hace un joven a su novia, la cual usa la seducción como un ardid para engañarlo. Este le hace saber que ella ya se está "pasando de la raya" que va camino a romperle el corazón a aquel que tiene bajo la manga y que lo que ella hace no es otra cosa que cabalgar sobre su propia caída.  
Well, listen, little lady
You're steppin' out of line
Oh, what's your hurry, baby?

You got a lot of time

### Músicos de la sesión
- Elvis Presley - voz
- Hank Garland, Scotty Moore yTiny Timbrell - guitarras
- Bob Moore - bajo
- Boots Randolph - saxofón
- Floyd Cramer - piano
- D.J. Fontana, Hal Blaine y Bernie Mattinson - batería
- The Jordanaires - coros [1]

## Ediciones
- Pot Luck (álbum) RCA 1962
- Steppin' Out Of Line With Elvis: The Pot Luck Recording Sessions. (álbum doble) RCA Sony BMG 2015 [3]